# Flowers (The Rolling Stones)
| Recensione                    | Giudizio |
| ----------------------------- | -------- |
| AllMusic                      | [ 2 ]    |
| The Rolling Stone Album Guide | [ 3 ]    |

Flowers è una compilation del gruppo rock britannico Rolling Stones, pubblicata negli USA e in Europa, tranne il Regno Unito, nel 1967. Nell'agosto 2002 il disco è stato rimasterizzato e ristampato in formato CD e SACD digipak dalla ABKCO Records.

## Brani
Il gruppo registrò le canzoni in vari studi a partire dal 1965.
Raccoglie alcuni brani all'epoca ancora inediti negli USA: My Girl, ripescaggio delle sessioni per Out of Our Heads, Ride On, Baby e Sittin' On a Fence risalenti alle sedute di registrazione per Aftermath. Il primo fu registrato nel maggio 1965 durante le sessioni di (I Can't Get No) Satisfaction e gli altri due furono registrati nel dicembre 1965 durante la prima delle molte sessioni di Aftermath . Il resto dei brani dell'album apparivano come singoli o erano stati omessi dalle versioni americane di Aftermath e Between the Buttons.

## Copertina
Il titolo fa riferimento alla grafica di copertina, che raffigura degli steli di fiori sotto il viso di ogni membro del gruppo. L'unico stelo raffigurato senza foglie è quello sotto la testa di Brian Jones. I ritratti provengono dalla versione britannica di Aftermath.

## Accoglienza
Raggiunse la terza posizione in classifica negli Stati Uniti durante l'estate del 1967 e fu certificato disco d'oro.

## Tracce
Tutte le canzoni di Jagger/Richards tranne dove indicato.
1. Ruby Tuesday – 3:17
2. Have You Seen Your Mother, Baby, Standing in the Shadow? – 2:34
3. Let's Spend the Night Together – 3:36
4. Lady Jane – 3:08
5. Out of Time – 4:41
6. My Girl – 2:38 (testo: Robinson/White)
7. Back Street Girl – 3:26
8. Please Go Home – 3:17
9. Mother's Little Helper – 2:46
10. Take It or Leave It – 2:46
11. Ride On, Baby – 2:52
12. Sittin' On a Fence – 3:03

## Formazione
- Mick Jagger - voce, cori, percussioni
- Keith Richards - chitarra elettrica, chitarra acustica, cori, basso in Ruby Tuesday e Let's Spend the Night Together
- Brian Jones - chitarra elettrica e acustica, tastiere, basso, koto in Take It or Leave It e Ride On, Baby, dulcimer in Lady Jane, registratore e flauto in Ruby Tuesday
- Bill Wyman - basso, cori, organo, percussioni
- Charlie Watts - batteria, percussioni